# Cecilia Lonning-Skovgaard
Cecilia Lonning-Skovgaard (født 21. november 1975) er en dansk politiker som fra 1. januar 2018 til 15. marts 2022 var borgmester for Beskæftigelses- og Integrationsforvaltningen i Københavns Kommune, valgt for Venstre.

## Uddannelse og erhverv
Lonning-Skovgaard er opvokset i Hellerup, gik på Krebs' Skole, og blev i 2001 cand.scient.pol. fra Aarhus Universitet. Hun var den første kvindelige modtager af Kronprins Frederiks Harvard-legat, som muliggjorde en Master of Public Administration-uddannelse fra Kennedy School of Government på Harvard (2000).
Hun har været ansat i McKinsey, Carlsberg, Codan og Ørsted A/S. Efter at have afsluttet sin politiske karriere blev hun 1. oktober 2022 ansat som HR-specialist i DFDS.

## Politisk karriere
Ved borgerrepræsentationsvalget i 2005 blev Lonning-Skovgaard partiets 2. suppleant og indtrådte i 2008 i Borgerrepræsentationen, efter at Martin Geertsen og Søren Pind begge valgte at nedlægge deres mandater. Fra 2008 til 2013 var hun medlem af Børne- og Ungeudvalget. I 2014 blev hun medlem af Beskæftigelses- og Integrationsudvalget og partiets politiske ordfører i Borgerrepræsentationen. Den 21. september 2016 blev hun valgt til spidskandidat for Venstre til borgerrepræsentationsvalget i 2017, idet hun ved et kampvalg slog den siddende Venstre-borgmester og hidtidige spidskandiat Pia Allerslev. Efter kommunalvalget 2017 blev Lonning-Skovgaard 1. januar 2018 borgmester for Beskæftigelses- og Integrationsforvaltningen.
I efteråret 2017 blev der rejst kritik af at flere medlemmer af Borgerrepræsentationen, bl.a. Cecilia Lonning-Skovgaard, havde brugt lokaler på Københavns Rådhus i forbindelse med deres bryllupper uden at blive opkrævet lokaleleje. Lonning-Skovgaard valgte som reaktion herpå at bede om at få en regning fra kommunen, så hun kunne betale den.
I foråret 2022 blev hun udsat for kraftig kritik grundet anklager om krænkende adfærd overfor medarbejdere i centralforvaltningen. Som konsekvens heraf valgte hun at træde tilbage som borgmester 15. marts 2022. Hun blev afløst på borgmesterposten af den hidtidige gruppeformand Jens-Kristian Lütken.

## Privatliv
Cecilia Lonning-Skovgaard er mor til tre børn og bosat på Østerbro-siden af Hellerupområdet.